# Nachtkrapp
Các Nachtkrapp (Đức, nghĩa là"Quạ Đêm") là một sinh vật đến từ vùng Nam Đức và Bugbear của Áo, nó là nhân vật với những câu chuyện cảnh báo được sử dụng để làm trẻ em sợ hãi khi chúng chuẩn bị đi ngủ. Truyền thuyết tương tự tồn tại ở Hungary, Cộng hòa Séc, Ba Lan và Nga.

## Miêu tả
Một số phiên bản của Nachtkrapp tồn tại. Trong hầu hết các truyền thuyết, Nachtkrapp được mô tả là một loài chim khổng lồ, giống như quạ. Trong thần thoại Bắc Âu, Nachtkrapp ("Nattramnen"của Thụy Điển,"Nattravnen"của Na Uy) được miêu tả rằng không có mắt mà nếu nhìn vào chúng thì sẽ gây ra cái chết. Nó cũng được mô tả với các lỗ trên cánh của nó gây ra bệnh tật và bệnh tật nếu nhìn vào.
Một số truyền thuyết phổ biến nhất cho rằng Nachtkrapp rời khỏi nơi ẩn náu vào ban đêm để săn bắn. Nếu nó được nhìn thấy bởi những đứa trẻ nhỏ, nó sẽ bắt cóc chúng vào tổ của nó và nuốt chửng chúng, đầu tiên là xé toạc tay chân của chúng và sau đó lấy trái tim của chúng ra.
Theo các truyền thuyết khác, Nachtkrapp sẽ chỉ để trẻ em trong túi của mình và mang chúng đi.
Những câu chuyện về Wütender Nachtkrapp (tiếng Đức, nghĩa là."Quạ đêm giận dữ") ít phổ biến hơn. Thay vì bắt cóc trẻ em, nó chỉ đơn giản là gáy to và vỗ cánh, cho đến khi bọn trẻ bị khủng bố vào im lặng.
Guter Nachtkrapp (tiếng Đức, nghĩa là "Quạ chúc ngủ ngon") là một phiên bản nhân từ hiếm hoi của câu chuyện Nachtkrapp. Trong thần thoại Burgenland, con chim này vào phòng trẻ em và nhẹ nhàng cho chúng ngủ.

### Lý lịch
Nguồn gốc của những huyền thoại Nachtkrapp vẫn còn chưa biết, nhưng có một kết nối có thể tồn tại là sự kiện các con quạ đen mũi trọc gây phá hoại trong thời Trung Cổ. Điều sợ hãi vì lông đen và chế độ ăn rác của chúng, các cuộc tụ tập của chúng nhanh chóng trở thành một mối đe dọa hiện hữu cho nông dân và cho những người lính. Và do đó loài quạ trong dân gian như những con quái vật ăn thịt người.
Tuy nhiên, theo Deutsches Worterbuch, thuật ngữ Nachtrabe (tiếng Đức, lit."quạ đêm") đã được sử dụng để mô tả các loài chim sống về đêm như cú hoặc diệc đêm.